# BattleBlock Theater
BattleBlock Theater es un videojuego de plataformas desarrollado por The Behemoth y co-desarrollado por Big Timber Studios, publicado por Microsoft Studios para Xbox 360 y publicado por The Behemoth en Steam. Es el tercer título de The Behemoth, después de Alien Hominid y Castle Crashers. El juego fue lanzado en Xbox Live Arcade el 3 de abril de 2013.
El juego está centrado en un barco de clase navío llamado “S.S Friendship" en donde se encuentran los mejores amigos del mundo, donde destaca uno: Hatty Hatington.
Hatty y sus amigos zarpan a mar abierto donde se topan con una poderosa tormenta en donde muchos de los amigos caen al mar. Los pocos sobrevivientes naufragan en una isla aparentemente desierta, con un extraño teatro abandonado y deteriorado dentro de ella, donde los amigos van a refugiarse, pero una vez dentro del teatro unos extraños gatos gigantes aparecen y capturan a los amigos haciéndolos prisioneros y una vez hecho esto, los obligan a realizar un número suicida para el teatro, pues más tarde se revela que la isla está poblada de gatos gigantes que poco a poco van visitando el teatro.
Hatty Hatington no fue hecho prisionero, sino que los gatos le pusieron en la cabeza un extraño sombrero de director que emana una luz roja y con ello, Hatty cambió para siempre, pues después de esto empezará a organizar los números que los prisioneros deberán sortear para que puedan entretener a los gatos.
El teatro comienza con actos simples para los prisioneros, con pozos de agua y uno que otro acertijo, pero con el paso del tiempo, el teatro empieza a recaudar gemas (Dinero con el que los gatos pueden ingresar al teatro) y muy pronto comienzan a reparar el teatro y a crear números más peligrosos, con robots lanzamisiles, rayos láser, trampas de púas y demás.
Llega un momento en el que los prisioneros tratan de escapar tras muchos actos y huir de la isla con Hatty. Tras lograrlo reparan el “S.S Friendship" y zarpan de nuevo a mar abierto.
El juego está compuesto por 8 capítulos, cada uno con 3 actos de 3 escenas, 2 finales y 2 bises (En total 13 escenas por capítulo) en donde el jugador deberá recoger al menos 3 gemas por escena para poder abrir la salida, existen diversas cantidades de gemas por escena (de 3 a 7 gemas) y en todo nivel se encuentra un ovillo de lana.
El juego posee 2 clases de monedas:
Gemas: Son la moneda más común del juego, se pueden conseguir en las escenas de la campaña o en los diversos minijuegos. Sirven para comprar a tus colegas prisioneros en la tienda de regalos.
Ovillos de lana: Una moneda un tanto más difícil de conseguir, pues solo se consiguen en la campaña y solo hay 1 ovillo por nivel, además, hay que realizar por lo general, un miniacertijo para llegar a él. Sirven para comprar armas especiales en la tienda de regalos, como bolas de fuego, un lanzador de hielo, etc., estas te ayudarán a masacrar a tus enemigos o a resolver ciertos acertijos.

## La tienda de regalos
La tienda de regalos es donde puedes utilizar tus gemas y ovillos de lana para comprar prisioneros y armas especiales para el progreso del juego. 

## Modo arena y minijuegos
El modo arena es el modo competitivo del juego, donde se pueden jugar hasta 4 jugadores en una misma sala, divididos en grupos de dos. Hay una serie de diversos juegos para elegir a la hora de enfrentarse:
Ladrón de almas: Roba el alma de tu oponente y huye. Captura el alma de tu enemigo, matándolo, y mantenla para conseguir puntos de forma progresiva, para de esta forma ganar la partida.
Balón prisionero: Mata al equipo rival para ir sumando puntos conforme avanza la partida.
Desafío: Gana al equipo rival consiguiendo un tiempo mejor al suyo pasándose un nivel.
Rey de la colina: Mantente sobre los bloques dorados con un símbolo de una corona para sumar puntos para tu equipo.
El mundo a todo color: Mantén más bloques pintados durante la partida respecto a los rivales para obtener la victoria.
Fiebre del oro: Guarda los fragmentos de oro que va soltando una ballena dorada a lo largo de la partida para ganar.
Canasta: Encesta balones en la canasta rival para ganar.
Captura el caballo: Mantente subido al caballo enemigo para obtener puntos a lo largo de la partida.
Aparte de todos estos minijuegos en el modo arena, hay un creador de niveles donde los jugadores pueden adaptarlo a cualquier tipo de fase. De esta forma, los niveles creados por otros jugadores pueden ser jugados en el modo aventura, guardándolos en una lista personal de tu partida, o en el modo arena, para que de esta forma los niveles no sean repetitivos. Además, hay un pequeño contenido extra para aquellas personas que tengan los otros juegos de The Behemoth:
Si se tiene Alien Hominid: Se obtiene al alíen como jugador.
Si se tiene Castle Crashers: Se obtiene al caballero del juego como prisionero.

## Relaciones con otros juegos deThe Behemoth
Si se deja correr todos los créditos finales se puede notar casi hasta el final una nave de un Alien Homínid.
Si se tiene la versión completa de los juegos Castle Crashers y BattleBlock Theater se puede tener un prisionero especial en BattleBlock Theater y se puede jugar con Hatty Hattington en Castle Crashers.
- Datos: Q4869948
- Multimedia: Cosplay of BattleBlock Theater / Q4869948